# GM2 (神经节苷脂)
在有机化学中，GM2是神经节苷脂的一种。G指神经节苷脂，M代表单唾液酸（因为它有一个唾液酸），2指它是第二种被发现的单唾液酸神经节苷脂。它与GM2神经节苷脂沉积症（例如泰-萨克斯病）有关。

## 附加图集

鞘脂沉积症
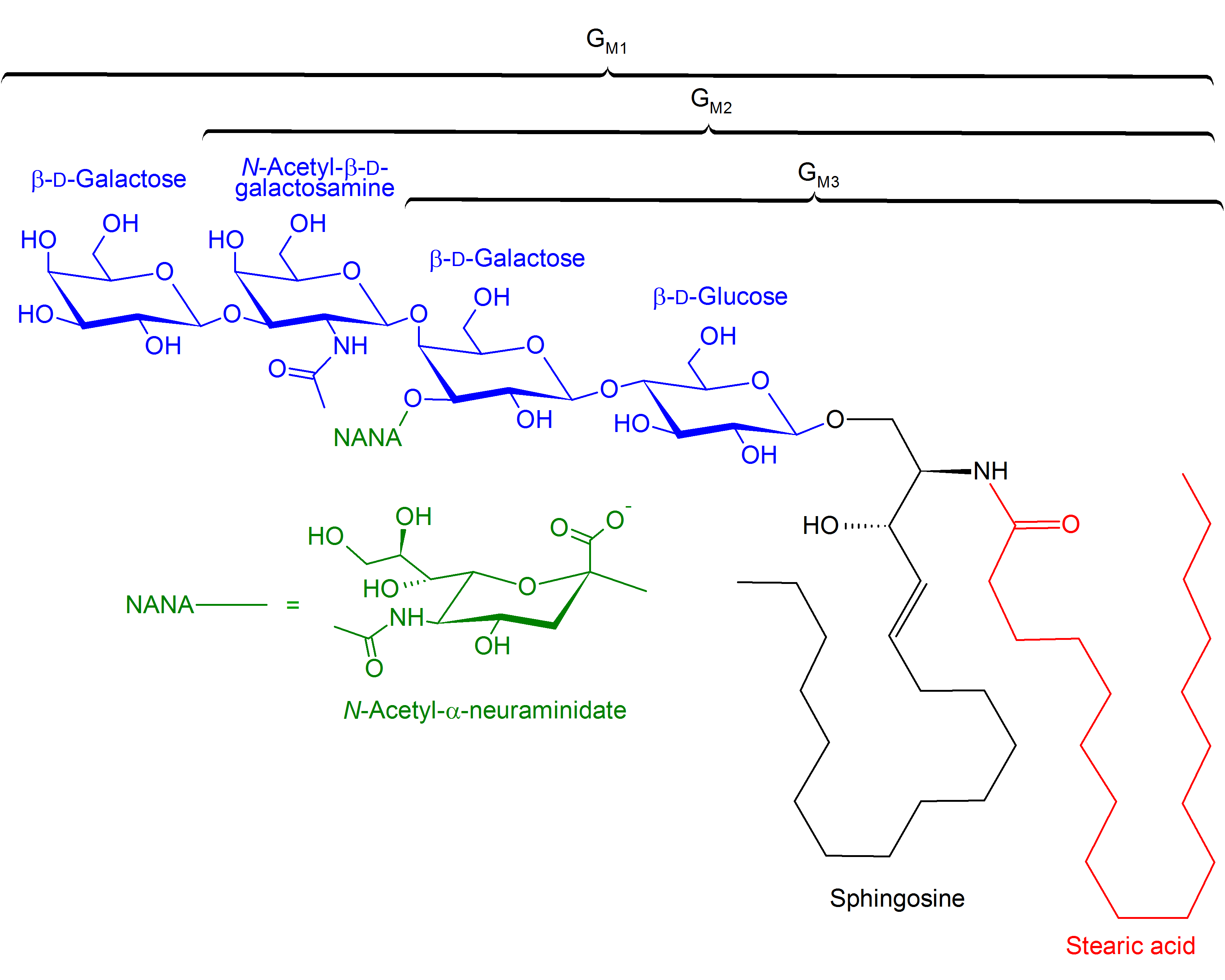
GM1、GM2、GM3神经节苷脂的结构